# Harold M. Clark
Harold Melville Clark (4 de octubre de 1890 - 2 de mayo de 1919) fue comandante del Cuerpo de Señales del Ejército de los Estados Unidos. Fallecido en accidente de aviación a los 28 años de edad, la Base Aérea de Clark recibió este nombre en su memoria.

## Biografía
Nacido en St. Paul, Minnesota, Clark vivió desde 1904 en Manila,(Filipinas), cuando su padre se mudó allí por negocios; hasta 1910, cuando se graduó en la escuela secundaria. Ascendido a segundo teniente de caballería en 1913, en 1916, fue transferido a la Sección de Aviación del Cuerpo de Señales, y en 1917 fue calificado como aviador militar cadete.
Como aviador, realizó misiones en Columbus (Nuevo México); Kelly Field, (Texas) ; y Fort Sill (Oklahoma). En 1917 fue destinado a Hawái para comandar una estación de servicio aéreo, completando el primer vuelo entre islas que se realizó en el archipiélago de Hawái. A su regreso a los Estados Unidos, sirvió en las bases de Washington D. C. y San Diego (California). Después de completar un curso de combate aéreo, fue nombrado oficial al mando de una escuadrilla de la Primera Ala Provisional en Mineola (Nueva York). Más adelante, Clark se convirtió en oficial ejecutivo de la Sección de Aviación en Panamá.
Murió el 2 de mayo de 1919 en un accidente de hidroavión en las esclusas de Miraflores, en la Zona del Canal de Panamá, y fue enterrado en el Cementerio Nacional de Arlington.

## Eponimia
- La Base Aérea de Clark, el Aeropuerto Internacional de Clark y la localidad de New Clark City en Filipinas llevan el nombre de Clark.